# Timón (Madrid)
Timón è uno dei cinque quartieri appartenenti al distretto di Barajas (nº 21), situato a nord-est della città di Madrid (Spagna). 
Il quartiere di Timón è identificato col numero 21.4. 
Nell'anno 2011, la popolazione di Timón era di 8.867,1 abitanti.
Progettato nel suo inizio come luogo di residenza per il personale dell'aeroporto, è stato il primo ampliamento che si è svolto a Barajas, ad ovest della Avenida Logroño. 
Attualmente, la nuova area residenziale di Barajas nota come Ensanche de Barajas, così come gran parte dell'area residenziale di Valdebebas, si trova al suo interno.

## Le caratteristiche
Il quartiere di Timón è un quartiere con notevoli differenze interne. 
In esso si trova l'Ensanche de Barajas (ampliamento di Barajas), marcatamente differenziato dalle case costruite negli anni '60 e '80 situate a sud di via Calle Timón. 
Questo ampliamento è stato progettato nel 1990 e la sua costruzione è iniziata nel 2003, completando la costruzione del primo edificio nel 2009. 
Le aree verdi nella zona vecchia sono scarse, ma ci sono diversi impianti sportivi di base nella piazza Nuestra Señora de Loreto. 
Nell'ensanche queste zone sono più abbondanti, esistendo già dei giardini in diverse strade pedonali. 
Le strade nella parte più antica del quartiere hanno nomi che iniziano con la lettera "A" (via Calle del Autogiro, via Calle Alar del Rey, via Calle Algemesí), essendo nella parte dell'ampliamento con nome di diverse spiagge in Spagna (via Calle de la Playa de Bolnuevo, via Calle de la Playa de San Juan, via Calle de la Playa de Aro)
Nella zona conosciuta come Valdebebas le strade prendono il nome da diverse personalità spagnole.

## Le dotazioni

### Scuole
- Calderón de la Barca
- Colegio Gaudem (Collegio Gaudem)
- Margaret Thatcher
- Colegio de Jesús (Collegio di Gesù)

### Salute
Il quartiere ha un ospedale, l'Isabel Zendal, che è un centro sanitario specializzato in emergenze, costruito in risposta alla pandemia COVID-19 e situato nell'area residenziale Valdebebas; esso mira a decongestionare gli altri centri della regione per epidemie e altre emergenze. A partire da gennaio 2021, è il principale destinatario di persone con COVID-19.
Il distretto Barajas ha anche due ambulatori: uno nel quartiere di Alameda de Osuna ed un altro in questo quartiere; è il centro di salute Barajas, che serve anche il quartiere storico e, fino all'anno 2013, aveva un servizio di emergenza 24 ore al giorno.
Dal giugno del 2013, ebbero luogo molte attività di quartiere organizzate dall'assemblea popolare di Alameda-Barajas, dato che la Comunidad de Madrid si propose di chiudere le Urgencias del distretto raggiungendo l'obiettivo, tristemente, nell'ottobre dello stesso anno.
Attualmente questo gruppo, insieme con l'associazione Vecinal Plus Ultra e agli abitanti su base individuale, continua a chiedere la riapertura totale 24 ore per 365 giorni per questo servizio che copre più di 46.000 residenti più la popolazione fluttuante (hotels, aeroporto, ...).
Dall'anno 2018 la compagnia di trasporti municipali (EMT) collega il distretto di Barajas all'ospedale Ramón y Cajal con una linea speciale di bus che opera dal lunedì al venerdì tra le ore 06:45 e le ore 19:45 (con partenza da Barajas) e tra le ore 07:45 e le ore 20:45 (con partenza dall'ospedale Ramón y Cajal).

#### Farmacie
- Calle Playa de San Juan numero 13;
- Calle Alagón numero 11;
- Plaza Nuestra Señora de Loreto numero 4;
- Calle Autogiro numero 2.

### Sport
All'interno del quartiere ci sono strutture sportive di base gestite dal comune di Madrid, che hanno campi da calcio, basket, pallavolo e pattinaggio, situati sulla strada Playa de Bolnuevo.
Una seconda struttura più piccola ha campi da calcio, basket e pattinaggio, situati nella piazza Nuestra Señora de Loreto.

## I monumenti e luoghi d'interesse

### Bosco urbano
Querce, gelsi, olmi, castagni e alberi da frutto fanno parte del bosco urbano di Barajas, nel quartiere Timón. Uno spazio di convivenza aperto alla partecipazione di tutti gli amanti della natura. Luis Calzada iniziò a piantare alberi nel 2010, nell'area del circuito pedonale dell'Ensanche de Barajas, sul cosiddetto "Miglio Verde", tra le vie Mistral e Valhondo; da allora ha piantato più di 500 alberi, di cui ne sono sopravvissuti circa 300. Un altro abitante di Barajas ne ha anche piantati molti, soprattutto ulivi e fichi; altri ancora invece hanno piantato alberi di pino in memoria dei loro parenti defunti. All'interno del bosco urbano c'è un parco ciclabile. Inoltre, c'è anche un percorso che può essere fatto a piedi o in bicicletta, con aree di sosta.

## La grande distribuzione organizzata
- AhorraMas Supermercato Timón: nella calle de la Playa de Riazor[6];
- Mercadona Supermercato Timón: nella calle Alcañiz[7].

## I trasporti

### Metropolitana di Madrid
- Linea numero 8 (colore rosa): stazione di Barajas

Situata nella avenida de Logroño all'angolo con la via calle Playa de Riazor.

### Cercanías Renfe
- Linee C-1 e C-10: stazione di Valdebebas

Situata nella avenida de las Fuerzas Armadas.

### Autobus
- 105 Ciudad Lineal - Barajas
- 115 Avda. de América - Barajas
- 151 Canillejas - Barajas
- 171 Mar de Cristal - Valdebebas
- 174 Plaza de Castilla - Valdebebas